# 井村屋さくら
井村屋 さくら（いむらや さくら）は、日本の女性声優。主にアダルトゲームに声をあてている。

## 出演
太字はメインキャラクター。

### アダルトゲーム
- 月夜の瞳は紅に（2000年、キコ、キリコ）
- 有限会社ロンドン☆スター 恋のだぶるくりっく（2000年）
- START（2000年、松原千夏）
- SHE is…（2000年、水野忍）
- きゃんきゃんバニー6 i・mail（2000年、榊亜美[1]）
- 神サマお願い!!（2000年、渡辺弓）
- スキノカタチ（2000年、大槻沙久弥）
- るなシーズン 150分の1の恋人（2000年、芙蓉美優）
- 俺の巫女さん（2000年、天海夜瀬梨名）
- 復讐〜凌辱の刃〜（2001年、女子高生2）
- 盛夏の杜（2001年、水野美由紀）
- ももこちゃんfor Me R ふたりだけの診察室（2001年、山口美依子）
  - ももこちゃんfor Me R 外伝 指輪にこめた想い（2002年、山口美依子）
- Railway 〜ここにある夢〜（2001年、藤ノ木ふたえ）
- 雀虐〜狙われた茶道部〜（2001年、安田羽衣）
- 雀虐2&3 凌辱の学園雀姫たち（2002年、安田羽衣[2]）
- 傷モノの少女 傷モノの学園・外伝（2003年、進藤成美）
- 雀虐trilogy（2004年、安田羽衣）
- 輪［妹］姦 -傷モノの妹-（2005年、柳生衛[3]）
- 傷モノの学園III -heaven’s door-（2007年、西園イスカ）